# Silly-la-Poterie
Silly-la-Poterie é uma comuna francesa na região administrativa de Altos da França, no departamento de Aisne. Estende-se por uma área de 2,31 km². Em 2010 a comuna tinha 127 habitantes (densidade: 55 hab./km²).